# Merced Peak
La montaña Merced Peak, con una elevación de 3.574 m., es el punto más alto de la cordillera Clark, superando apenas a otros tres picos en el lugar; Red Peak (3.566 m.), Gray Peak (3.527 m.) y Monte Clark (3512 m.). Fue nombrado oficialmente así el 1 de enero de 1932.
Merced Peak está ubicado cerca de la frontera sur del Parque nacional de Yosemite, cerca de los lagos Ottoway en el Condado de Madera en California, Estados Unidos. En 1871, el influyente naturalista escocés-estadounidense John Muir descubrió un glaciar alpino activo debajo de Merced Peak, lo que ayudó a que su teoría de que el Valle de Yosemite se formó por la acción de los glaciares ganara aceptación.